# Alphaville (banda española)
Alphaville fue una banda española originaria de la ciudad de Madrid surgida en 1980, en los inicios de la llamada Movida madrileña, con un estilo musical new wave y synth pop.
A diferencia de otros grupos musicales más conocidos de esta corriente, Alphaville optó por sonidos más elegantes, fríos y compactos, con un peso más marcado en letras de corte literario y por la creación de ambientes góticos, que tuvo el respeto unánime de la crítica y público. Considerado grupo de culto por la calidad de sus letras y su sonido original y evocador.

## Inicios
El embrión del grupo lo constituyeron José Luis Fernández Abel (voz y guitarra eléctrica), Fernando Muro (bajo eléctrico), José Luis Orfanel (guitarra eléctrica), Juan Antonio Nieto (Pangea) (batería) y José Carlos Sánchez (teclados), compañeros del Colegio Obispo Perelló de Madrid, y seguidores de grupos de rock progresivo como King Crimson y Emerson Lake & Palmer. Juntos formaron un grupo llamado Alquimia que intentó abrirse paso por el agitado momento musical que vivía Madrid.
Después de algún cambio en la formación original del grupo, se denominaron Alphaville. Tuvo un primer núcleo estable compuesto por José Luis Fernández Abel, líder de la banda (voz y guitarra), José Luis Orfanel (guitarra solista), Daniel Mendialdúa (bajo), Juan Antonio Nieto (batería y percusión) y José Carlos Charles Sánchez (teclados, trompeta, armónica y violín).

## Primeras grabaciones
Sin mucho éxito en las discográficas, dieron algún concierto por los locales más conocidos de la capital, como el Marquee o Rock-Ola donde conocieron a Servando Carballar, directivo del sello DRO (Discos Radiactivos Organizados) y líder del grupo de música electrónica Aviador Dro que cree en su proyecto musical y les mete en un estudio para grabar lo que sería su primer trabajo, un EP llamado Paisajes nocturnos editado en abril de 1982.
A los pocos meses, el bajista Mendi deja el grupo y lo sustituye Pablo Vega, mientras aparece un maxi que les reportaría los primeros éxitos: Palacio de invierno, con temas destacables como Nijinsky el loco y Ataque lateral. 
Posteriormente, se editaría un sencillo con una canción muy característica de su estilo envolvente y cuidado, La escalera. En la cara B apareció una versión instrumental del tema Nijinsky el loco.

## Consolidación y reconocimiento
Pablo Vega es requerido para hacer el servicio militar y es sustituido al bajo por Jane (Almudena) de Maeztu (ex La Mode). Por fin, en 1983 aparece el primer álbum titulado De máscaras y enigmas donde se apunta definitivamente su sonido, de guitarras poderosas y atmosféricas y teclados sugerentes. Se nota sus influencias de grupos ingleses de la época como Joy Division o Echo & the Bunnymen aunque logran crear un estilo muy distintivo que merecerá unas más que aceptables críticas.
Al año siguiente, aparecerá la que sería la canción más aclamada de su carrera: De máscaras y enigmas, de nombre homólogo al álbum anterior, en un maxi llamado El desprecio. El tema exhibe una atmósfera de misterio gracias a la enigmática letra y una guitarra tenebrosa que la firme y contundente voz de Abel se encarga de conjuntar. Sin embargo, el maxi no fue del agrado de la crítica y en cierto sentido contribuyó a que el grupo entrara en declive.

## Problemas en el grupo y disolución
La fuerte personalidad y el egocentrismo de su supuesto líder, José Luis F. Abel, hizo que el resto de la banda mostrara su incomodidad con la situación. Consideraban que Abel había desarrollado un ego y un protagonismo que estaba devorando al grupo. Todo lo anterior, junto  al discreto éxito promocional de su último trabajo, hizo que la banda se separara definitivamente en 1986. 
Ha habido algún intento posterior de reunificación, con la grabación de alguna sesión esporádica (como en Radio 3 con Jesús Ordovás) pero nunca se produjo finalmente. En la década de los 90 se editaron dos CD de recopilación con algún tema inédito.

## Trabajos en solitario
En 1991, Abel publicó el álbum De pasión.
En la actualidad, Abel se dedica entre otras actividades, a la música electrónica en proyectos de improvisación de música de baile, como el proyecto Fracture! junto a Juan Antonio Nieto, exbatería de Alphaville. Ocasionalmente ofrece conciertos en solitario en pequeños locales de moda donde repasa algún éxito del grupo.
Juan Antonio Nieto ha continuado su carrera musical, primero junto al grupo Aviador Dro y, posteriormente, enfocando su trayectoria en el lado más experimental de la música y firmando sus trabajos bajo el nombre de Pangea y el suyo propio, editando una amplia discografía en diversos sellos de todo el mundo y actuando tanto en ciudades europeas como americanas.

## Discografía
- Paisajes nocturnos (EP) (1982).
- Palacio de Invierno (maxi) (1982).
- La escalera (sencillo) (1983).
- De máscaras y enigmas (1983).
- El desprecio (maxi) (1984).
- Catástrofes del corazón (1994).
- Después de la derrota (recopilatorio) (1997).